# Karl Gottlob Francke
Karl Gottlob Francke (auch Carl; * 10. Mai 1807 in Leipzig; † 22. Dezember 1861 ebenda) war ein deutscher Chirurg und Hochschullehrer.

## Leben
Francke nahm 1826 das Studium der Medizin an der Universität Leipzig auf. Nach Abschluss seines Studiums 1831 ging er als Arzt zur polnischen Armee nach Warschau. Dort verblieb er danach noch einige Zeit als Arzt an den Warschauer Krankenhäusern. Nach seiner Rückkehr wurde er an der Leipziger Universität mit der Dissertation Historia femoris exarticulati zum Dr. med. promoviert. In der Folgezeit unterhielt er in Leipzig eine chirurgische Praxis, die in einem guten Ruf gestanden haben soll.
Francke lehrte von 1840 bis 1847 zudem als Dozent für Chirurgie an der Medizinischen Fakultät der Universität Leipzig. 1847 erfolgte die Beförderung zum außerordentlichen Professor für Chirurgie. Nach dem Weggang von Ernst August Carus wurde er 1845 neben Johann Karl Wilhelm Walther Leiter der chirurgischen Universitätspoliklinik in Leipzig.
Francke war hauptsächlich als praktischer Arzt in der chirurgischen Praxis sowie als akademischer Lehrer tätig und veröffentlichte daher lediglich Beiträge in Fachzeitschriften.
Er wurde in der I. Abteilung des Neuen Johannisfriedhof beerdigt.